# Gino D'Antonio
Gino D'Antonio (Milán, Italia, 16 de marzo de 1927 - ib., 24 de diciembre de 2006) fue un guionista y dibujante de cómics italiano. Es considerado uno de los mayores historietistas de su país, uno de los primeros en conjugar el cómic popular con el de autor.

## Biografía
Debutó en 1947, escribiendo y dibujando Jess Dakota, una historieta de aventuras ambientada en África, con un estilo inspirado en el de Steve Canyon de Milton Caniff. En el bienio 1948-1949, colaboró con la revista de cómics Il Vittorioso y, desde 1952 a 1954, con Pecos Bill de Guido Martina y Raffaele Paparella, editado por Mondadori. Posteriormente, volvió a Il Vittorioso para dibujar una historieta sobre el Rey Arturo, escrita por Mario Leone. A través de Roy D'Amy, a mediados de los años 1950 D'Antonio empezó a trabajar para la casa británica Fleetway, realizando historietas bélicas; trabajó durante más de una década para el mercado inglés, hasta 1966, cuando realizó adaptaciones en historietas de unos clásicos de la literatura para Tell Me Why (como Veinte mil leguas de viaje submarino o Moby-Dick).
Al mismo tiempo, colaboró con la editorial Audace (la actual Sergio Bonelli Editore), dibujando I tre Bill y El Kid de Gian Luigi Bonelli. En 1967, dio vida a su obra más importante, una piedra angular de la historieta en Italia: la Historia del Oeste (en italiano, Storia del West), publicada por la Bonelli y cuyos dibujos fueron realizados por el mismo D'Antonio y por autores de renombre como Renzo Calegari, Sergio Tarquinio, Renato Polese, Luis Bermejo, Giorgio Trevisan y Erminio Ardigò. En 1970, empezó una colaboración con Il Giornalino, para el que creó varios personajes como Susanna, Jim Lacy, Il soldato Cascella y una serie dedicada a la Segunda Guerra Mundial realizada junto a Ferdinando Tacconi, titulada Uomini senza gloria. Para la Bonelli participó en el proyecto de Un uomo un'avventura y creó, en 1984, la Oesteada Bella & Bronco. Con Tacconi realizó Mac lo straniero para Orient Express. A finales de los años 1980 y a lo largo de los 1990 siguió colaborando con la Bonelli, escribiendo guiones del policíaco Nick Raider, un episodio de Julia, un one-shot wéstern titulado Bandidos, con dibujos de Calegari, y un álbum especial del cómic de culto Tex, dibujado por Lucio Filippucci.